# Ельнинский район
Ельнинский район — административно-территориальная единица (район) и муниципальное образование (муниципальный район) на юго-востоке Смоленской области России.
Административный центр — город Ельня.

## География
Территориально район граничит: на севере с Дорогобужским районом, на северо-востоке с Угранским, на западе с Глинковским, на юго-западе с Починковским, на юге с Рославльским. На востоке район граничит с Калужской областью. Площадь района — 1808,15 км².
На территории района, на торфяном болоте Голубев Мох находится исток реки Десна. Также по территории района протекают следующие реки: Ужа — левый приток Днепра, исток северо-западнее Ельни, Стряна — правый приток Десны, Угра — приток Оки, Усия — левый приток Угры, Демина — правый приток Угры.

## История
Образование Ельнинского уезда относится к 1775 году. В 1796 году был расформирован, в 1802 году создан вновь. В 1928 уезд был упразднён и в 1929 году создан Ельнинский район. 21 августа 1961 года к Ельнинскому району был присоединён Глинковский район.

## Население
| 2002    | 2009    | 2010    | 2011    | 2012    | 2013    | 2014    | 2015    | 2016    |
| ------- | ------- | ------- | ------- | ------- | ------- | ------- | ------- | ------- |
| 17 457  | ↘14 928 | ↗15 147 | ↘14 874 | ↘14 710 | ↘14 292 | ↘14 042 | ↘13 846 | ↘13 581 |
| 2017    | 2018    | 2019    | 2020    | 2021    | 2024    |         |         |         |
| ↘13 244 | ↘12 838 | ↘12 476 | ↘12 297 | ↘11 545 | ↘10 930 |         |         |         |

### Урбанизация
В городских условиях (город Ельня) — проживают 72,38 % населения района.

### Национальный состав
По итогам переписи населения 2020 года проживали следующие национальности (национальности менее 0,1 % и другое, см. в сноске к строке «Другие»):
| Национальность | Численность, чел. | Доля     |
| -------------- | ----------------- | -------- |
| Русские        | 10 644            | 92,20 %  |
| Таджики        | 138               | 1,20 %   |
| Украинцы       | 127               | 1,10 %   |
| Белорусы       | 91                | 0,79 %   |
| Татары         | 72                | 0,62 %   |
| Армяне         | 59                | 0,51 %   |
| Азербайджанцы  | 41                | 0,36 %   |
| Молдаване      | 33                | 0,29 %   |
| Турки          | 20                | 0,17 %   |
| Узбеки         | 18                | 0,16 %   |
| Аварцы         | 18                | 0,16 %   |
| Другие         | 284               | 2,44 %   |
| Итого          | 11 545            | 100,00 % |

## Муниципально-территориальное устройство
В муниципальный район входят 4 муниципальных образования, в том числе 1 городское поселение и 3 сельских поселения:
| № | Муниципальное образование       | Административный центр | Количество населённых пунктов | Население (чел.) | Площадь (км²) |
| - | ------------------------------- | ---------------------- | ----------------------------- | ---------------- | ------------- |
| 1 | Ельнинское городское поселение  | город Ельня            | 11                            | ↘8076            |               |
| 2 | Бобровичское сельское поселение | деревня Богородицкое   | 32                            | ↗768             |               |
| 3 | Коробецкое сельское поселение   | село Коробец           | 60                            | ↘995             |               |
| 4 | Леонидовское сельское поселение | деревня Шарапово       | 68                            | ↘1271            |               |

Первоначально Законом Смоленской области от 28 декабря 2004 года было создано 11 муниципальных образований, в том числе 1 городское и 10 сельских поселений. Законом Смоленской области от 25 мая 2017 года, c 5 июня 2017 года были упразднены 7 сельских поселений: Рождественское (включено в Бобровичское сельское поселение); Мазовское, Пронинское и Теренинское (включены в Коробецкое сельское поселение); Малышевское, Мутищенское и Новоспасское (включено в Леонидовское сельское поселение).

## Населённые пункты
В Ельнинском районе один город и 170 сельских населённых пунктов.
| №   | Населённый пункт  | Тип     | Население | Муниципальное образование       |
| --- | ----------------- | ------- | --------- | ------------------------------- |
| 1   | Ельня             | город   | ↘7911     | Ельнинское городское поселение  |
| 2   | Амфилаты          | деревня | 20        | Бобровичское сельское поселение |
| 3   | Андреевское       | деревня | 2         | Леонидовское сельское поселение |
| 4   | Бабичи            | деревня | 13        | Леонидовское сельское поселение |
| 5   | Барсуки           | деревня | 4         | Леонидовское сельское поселение |
| 6   | Бибирево          | деревня | 14        | Леонидовское сельское поселение |
| 7   | Битяково          | деревня | 10        | Леонидовское сельское поселение |
| 8   | Бобровичи         | деревня | 11        | Бобровичское сельское поселение |
| 9   | Богодилово        | деревня | 0         | Леонидовское сельское поселение |
| 10  | Богородицкое      | деревня | 135       | Бобровичское сельское поселение |
| 11  | Бодалино          | деревня | 1         | Коробецкое сельское поселение   |
| 12  | Большое Павлово   | деревня | 26        | Леонидовское сельское поселение |
| 13  | Бывалка           | деревня | 10        | Коробецкое сельское поселение   |
| 14  | Вава              | деревня | 2         | Коробецкое сельское поселение   |
| 15  | Вараксино         | деревня | 0         | Коробецкое сельское поселение   |
| 16  | Васильки          | деревня | 29        | Ельнинское городское поселение  |
| 17  | Вербилово         | деревня | 14        | Леонидовское сельское поселение |
| 18  | Взглядье          | деревня | 79        | Коробецкое сельское поселение   |
| 19  | Вититнево         | деревня | 8         | Коробецкое сельское поселение   |
| 20  | Вититни           | деревня | 0         | Коробецкое сельское поселение   |
| 21  | Волково           | деревня | 0         | Бобровичское сельское поселение |
| 22  | Волково-Егорье    | деревня | 11        | Леонидовское сельское поселение |
| 23  | Высокое           | деревня | 137       | Леонидовское сельское поселение |
| 24  | Гаристово         | деревня | 94        | Бобровичское сельское поселение |
| 25  | Голубев Мох       | деревня | 8         | Коробецкое сельское поселение   |
| 26  | Гурьево           | деревня | 2         | Леонидовское сельское поселение |
| 27  | Данино            | деревня | 102       | Ельнинское городское поселение  |
| 28  | Дёмщино           | деревня | 212       | Леонидовское сельское поселение |
| 29  | Добрушино         | деревня | 27        | Бобровичское сельское поселение |
| 30  | Дрогинино         | деревня | 5         | Леонидовское сельское поселение |
| 31  | Дядищево          | деревня | 2         | Бобровичское сельское поселение |
| 32  | Ежевица           | деревня | 28        | Коробецкое сельское поселение   |
| 33  | Елизаветино       | деревня | 8         | Коробецкое сельское поселение   |
| 34  | Жабье             | деревня | 0         | Коробецкое сельское поселение   |
| 35  | Жидкое            | деревня | 0         | Бобровичское сельское поселение |
| 36  | Забежное          | деревня | 0         | Коробецкое сельское поселение   |
| 37  | Замошье           | деревня | 0         | Коробецкое сельское поселение   |
| 38  | Заполье           | деревня | 23        | Леонидовское сельское поселение |
| 39  | Зубаревка         | деревня | 6         | Леонидовское сельское поселение |
| 40  | Зубово            | деревня | 26        | Леонидовское сельское поселение |
| 41  | Зуево             | деревня | 1         | Коробецкое сельское поселение   |
| 42  | Иванёво           | деревня | 6         | Леонидовское сельское поселение |
| 43  | Ивано-Гудино      | деревня | 147       | Бобровичское сельское поселение |
| 44  | Измайлово         | деревня | 28        | Бобровичское сельское поселение |
| 45  | Истопки           | деревня | 4         | Коробецкое сельское поселение   |
| 46  | Каменец           | деревня | 0         | Коробецкое сельское поселение   |
| 47  | Колошино          | станция | 0         | Коробецкое сельское поселение   |
| 48  | Кондраты          | деревня | 21        | Бобровичское сельское поселение |
| 49  | Коноплинка        | деревня | 43        | Коробецкое сельское поселение   |
| 50  | Коробец           | деревня | 54        | Коробецкое сельское поселение   |
| 51  | Коробец           | село    | 432       | Коробецкое сельское поселение   |
| 52  | Коробецкая Школа  | деревня | 22        | Коробецкое сельское поселение   |
| 53  | Коситчено         | деревня | 80        | Леонидовское сельское поселение |
| 54  | Костылево         | деревня | 0         | Леонидовское сельское поселение |
| 55  | Костюки           | деревня | 5         | Коробецкое сельское поселение   |
| 56  | Кузнецово         | деревня | 4         | Бобровичское сельское поселение |
| 57  | Лапино            | деревня | 132       | Леонидовское сельское поселение |
| 58  | Леонидово         | деревня | 31        | Леонидовское сельское поселение |
| 59  | Леоново           | деревня | 90        | Леонидовское сельское поселение |
| 60  | Липня             | деревня | 33        | Леонидовское сельское поселение |
| 61  | Лопатино          | деревня | 15        | Бобровичское сельское поселение |
| 62  | Луки              | деревня | 65        | Леонидовское сельское поселение |
| 63  | Лысовка           | деревня | 5         | Леонидовское сельское поселение |
| 64  | Лядцо             | деревня | 7         | Коробецкое сельское поселение   |
| 65  | Мазово            | деревня | 76        | Коробецкое сельское поселение   |
| 66  | Максаки           | деревня | 17        | Леонидовское сельское поселение |
| 67  | Малое Павлово     | деревня | 184       | Леонидовское сельское поселение |
| 68  | Малышевка         | деревня | 0         | Леонидовское сельское поселение |
| 69  | Мартинково        | деревня | 5         | Коробецкое сельское поселение   |
| 70  | Марьино           | деревня | 6         | Коробецкое сельское поселение   |
| 71  | Матченки          | деревня | 8         | Коробецкое сельское поселение   |
| 72  | Мелихово          | деревня | 2         | Коробецкое сельское поселение   |
| 73  | Милеево           | деревня | 0         | Леонидовское сельское поселение |
| 74  | Михалевка         | деревня | 1         | Коробецкое сельское поселение   |
| 75  | Мишуково          | деревня | 0         | Леонидовское сельское поселение |
| 76  | Мойтево           | деревня | 19        | Ельнинское городское поселение  |
| 77  | Мосолы            | деревня | 0         | Коробецкое сельское поселение   |
| 78  | Мухино            | деревня | 0         | Бобровичское сельское поселение |
| 79  | Нешево            | деревня | 7         | Леонидовское сельское поселение |
| 80  | Никитино          | деревня | 16        | Бобровичское сельское поселение |
| 81  | Никитино          | деревня | 9         | Коробецкое сельское поселение   |
| 82  | Никиточкино       | деревня | 15        | Леонидовское сельское поселение |
| 83  | Никифорово        | деревня | 2         | Бобровичское сельское поселение |
| 84  | Новики            | деревня | 0         | Коробецкое сельское поселение   |
| 85  | Новое Мутище      | деревня | 0         | Леонидовское сельское поселение |
| 86  | Новое Щербино     | деревня | 17        | Леонидовское сельское поселение |
| 87  | Ново-Никольское   | деревня | 1         | Коробецкое сельское поселение   |
| 88  | Новоселье         | деревня | 18        | Леонидовское сельское поселение |
| 89  | Новоспасское      | деревня | 49        | Леонидовское сельское поселение |
| 90  | Новый Посёлок     | деревня | 0         | Бобровичское сельское поселение |
| 91  | Носищево          | деревня | 4         | Коробецкое сельское поселение   |
| 92  | Оболоновец        | деревня | 3         | Леонидовское сельское поселение |
| 93  | Озеренск          | деревня | 3         | Леонидовское сельское поселение |
| 94  | Орлы              | деревня | 0         | Леонидовское сельское поселение |
| 95  | Парубаник         | деревня | 7         | Коробецкое сельское поселение   |
| 96  | Передельники      | деревня | 1         | Леонидовское сельское поселение |
| 97  | Петрово           | деревня | 5         | Леонидовское сельское поселение |
| 98  | Петрянино         | деревня | 14        | Бобровичское сельское поселение |
| 99  | Петуховка         | деревня | 12        | Леонидовское сельское поселение |
| 100 | Погорное          | деревня | 8         | Леонидовское сельское поселение |
| 101 | Подгорное         | деревня | 40        | Ельнинское городское поселение  |
| 102 | Подлипки          | деревня | 4         | Коробецкое сельское поселение   |
| 103 | Прилепы           | деревня | 18        | Ельнинское городское поселение  |
| 104 | Пронино           | деревня | 230       | Коробецкое сельское поселение   |
| 105 | Ревячка           | деревня | 0         | Леонидовское сельское поселение |
| 106 | Регово            | деревня | 0         | Бобровичское сельское поселение |
| 107 | Ренда             | деревня | 1         | Леонидовское сельское поселение |
| 108 | Ржавец            | деревня | 16        | Леонидовское сельское поселение |
| 109 | Рождество         | деревня | 23        | Бобровичское сельское поселение |
| 110 | Ромашково         | деревня | 3         | Бобровичское сельское поселение |
| 111 | Ромашково         | деревня | 0         | Ельнинское городское поселение  |
| 112 | Савостьяново      | деревня | 3         | Коробецкое сельское поселение   |
| 113 | Садки             | деревня | 2         | Леонидовское сельское поселение |
| 114 | Светилово         | деревня | 0         | Леонидовское сельское поселение |
| 115 | Седлецкий Починок | деревня | 0         | Леонидовское сельское поселение |
| 116 | Селешня           | деревня | 16        | Коробецкое сельское поселение   |
| 117 | Селиба            | деревня | 61        | Леонидовское сельское поселение |
| 118 | Селибка           | деревня | 2         | Бобровичское сельское поселение |
| 119 | Семенково         | деревня | 0         | Коробецкое сельское поселение   |
| 120 | Сигарево          | деревня | 0         | Леонидовское сельское поселение |
| 121 | Скоково           | деревня | 4         | Леонидовское сельское поселение |
| 122 | Сос               | деревня | 5         | Коробецкое сельское поселение   |
| 123 | Сосновка          | деревня | 0         | Коробецкое сельское поселение   |
| 124 | Средний Починок   | деревня | 0         | Леонидовское сельское поселение |
| 125 | Стайки            | деревня | 12        | Коробецкое сельское поселение   |
| 126 | Старое Мутище     | деревня | 266       | Леонидовское сельское поселение |
| 127 | Старое Устиново   | деревня | 129       | Бобровичское сельское поселение |
| 128 | Старое Щербино    | деревня | 19        | Леонидовское сельское поселение |
| 129 | Старшевка         | деревня | 16        | Леонидовское сельское поселение |
| 130 | Строина           | деревня | 2         | Леонидовское сельское поселение |
| 131 | Суглица           | деревня | 26        | Коробецкое сельское поселение   |
| 132 | Сухой Починок     | деревня | 0         | Леонидовское сельское поселение |
| 133 | Теренино          | деревня | 32        | Коробецкое сельское поселение   |
| 134 | Теренино          | село    | 237       | Коробецкое сельское поселение   |
| 135 | Титово            | деревня | 1         | Коробецкое сельское поселение   |
| 136 | Токарево          | деревня | 0         | Леонидовское сельское поселение |
| 137 | Топорово          | деревня | 16        | Бобровичское сельское поселение |
| 138 | Уварово           | деревня | 100       | Коробецкое сельское поселение   |
| 139 | Угрица            | деревня | 5         | Леонидовское сельское поселение |
| 140 | Устиново          | деревня | 3         | Коробецкое сельское поселение   |
| 141 | Усть-Дёмино       | деревня | 1         | Коробецкое сельское поселение   |
| 142 | Ушаково           | деревня | 33        | Бобровичское сельское поселение |
| 143 | Фёдоровка         | деревня | 19        | Леонидовское сельское поселение |
| 144 | Фёдорово          | деревня | 8         | Бобровичское сельское поселение |
| 145 | Фенино            | деревня | 22        | Бобровичское сельское поселение |
| 146 | Фенино            | деревня | 163       | Бобровичское сельское поселение |
| 147 | Филатка           | деревня | 0         | Леонидовское сельское поселение |
| 148 | Флясово           | деревня | 0         | Коробецкое сельское поселение   |
| 149 | Хлысты            | деревня | 21        | Бобровичское сельское поселение |
| 150 | Ходыкино          | деревня | 24        | Ельнинское городское поселение  |
| 151 | Холбни            | деревня | 0         | Коробецкое сельское поселение   |
| 152 | Холм              | деревня | 0         | Леонидовское сельское поселение |
| 153 | Холматы           | деревня | 0         | Коробецкое сельское поселение   |
| 154 | Холмец            | деревня | 8         | Бобровичское сельское поселение |
| 155 | Холмы             | деревня | 1         | Ельнинское городское поселение  |
| 156 | Хохловка          | деревня | 0         | Леонидовское сельское поселение |
| 157 | Чащи              | деревня | 0         | Коробецкое сельское поселение   |
| 158 | Чемуты            | деревня | 5         | Коробецкое сельское поселение   |
| 159 | Черемисино        | деревня | 14        | Бобровичское сельское поселение |
| 160 | Чужумово          | деревня | 48        | Бобровичское сельское поселение |
| 161 | Шарапово          | деревня | 274       | Леонидовское сельское поселение |
| 162 | Шатьково          | деревня | 11        | Леонидовское сельское поселение |
| 163 | Шевелево          | деревня | 0         | Леонидовское сельское поселение |
| 164 | Шестаки           | деревня | 2         | Коробецкое сельское поселение   |
| 165 | Ширково           | деревня | 2         | Коробецкое сельское поселение   |
| 166 | Шупарня           | деревня | 0         | Коробецкое сельское поселение   |
| 167 | Шуярово           | деревня | 9         | Ельнинское городское поселение  |
| 168 | Щелкино           | деревня | 2         | Коробецкое сельское поселение   |
| 169 | Щеплево           | деревня | 5         | Леонидовское сельское поселение |
| 170 | Юшково            | деревня | 0         | Коробецкое сельское поселение   |
| 171 | Ярославль         | деревня | 86        | Ельнинское городское поселение  |

Упразднённые населенные пункты:
- 2000 г. - Горнечье, Замошье (Коробецкое с/п, у д. Парубаник), Пот-Ивановка, Хотеевка[24];
- 2001 г. - Бушня, Варушкино, Горки, Кигиты, Колошино (деревня), Лосиное, Макарово, Малиновка, Мурашкино, Некрасы, Поповка, Ращинино, Старое Василево, Сырокоренье[25];
- 2009 г. - Митино

## Экономика
Экономика района представлена мясо-молочным животноводством, зерновым хозяйством, льноводством.

## Транспорт
Через территорию района проходит однопутная железнодорожная линия: «Смоленск—Сухиничи». Региональные автомобильные дороги Р137 «Сафоново (М1)—Дорогобуж—Ельня—Рославль» (А101), Р96 «Новоалександровский (А101)—Спас-Деменск—Ельня—Починок».

## Достопримечательности и культура
- Дом-музей М. И. Глинки в селе Новоспасское.
- деревня Глотовка — Место рождения Исаковского М. В.
- братские могилы и памятные места Великой Отечественной войны в деревнях: Васильково, Замошье, Коробец, Ляхово (кроме этого в деревне установлен памятный камень в честь проходивших в этом месте боев партизанских отрядов с армией Наполеона в 1812 году), Старое Мутище, Новое Тишово, Медвежье, Островщина, Павлово, Перятино, Сивцево, Стайки, Ушаково (установлен обелиск и Памятник Гаубица — М-33), Флясово, Шарапово.
- Церковь Спаса (1790 год) в селе Уварово.
- Группа из 155 курганов юго-восточнее деревни Харино.
- Городище на правом берегу реки Жарны у деревни Жарное.

## Люди связанные с районом

### Герои Советского Союза
- Бодаков, Афанасий Лаврентьевич (деревня Сивцево)
- Боровиков, Андрей Евстигнеевич (деревня Жильково)
- Демченков, Филипп Трофимович (деревня Стайки)
- Зайцев, Степан Харитонович (деревня Савостино)
- Зуев, Иван Фадеевич (деревня Лядцо)
- Малашенков, Григорий Степанович (деревня Погибелка)
- Митрофаненков, Иван Осипович (деревня Лядцо)
- Прудников, Дмитрий Тихонович (деревня Щербино)
- Савченков, Александр Николаевич (деревня Мазово)
- Севриков, Иван Тимофеевич (деревня Суглица)
- Сидоренко, Иван Михайлович (деревня Чанцово)
- Синенков, Дмитрий Маркович (деревня Уварово)
- Фомичёв, Фёдор Ильич (деревня Чанцово)

### Полные кавалеры Ордена Славы
- Авдеев Василий Андреевич (деревня Коноплинка)
- Желненков Иван Фёдорович (деревня Малые Прихабы)
- Зиновьев Антон Андреевич (деревня Аблешево)
- Морозов Николай Андреевич (деревня Истопки)

### Герои Социалистического Труда
- Азаренков, Семен Сергеевич (деревня Городок)
- Демченков, Иван Дмитриевич (деревня Вититнево)
- Егорова, Мария Андреевна (деревня Волково-Егорьево)
- Косенков, Александр Федорович (деревня Вава)
- Лахаева, Екатерина Иосифовна (деревня Песочна)
- Мощенков, Владимир Николаевич (деревня Подлипки)
- Полющенков, Григорий Григорьевич (деревня Драгинино)